# Johann von Fleckenstein (Basel)
Johann von Fleckenstein (* vor 1398; † 20. Dezember 1436) war von 1423 bis zu seinem Tode Bischof von Basel.

## Leben

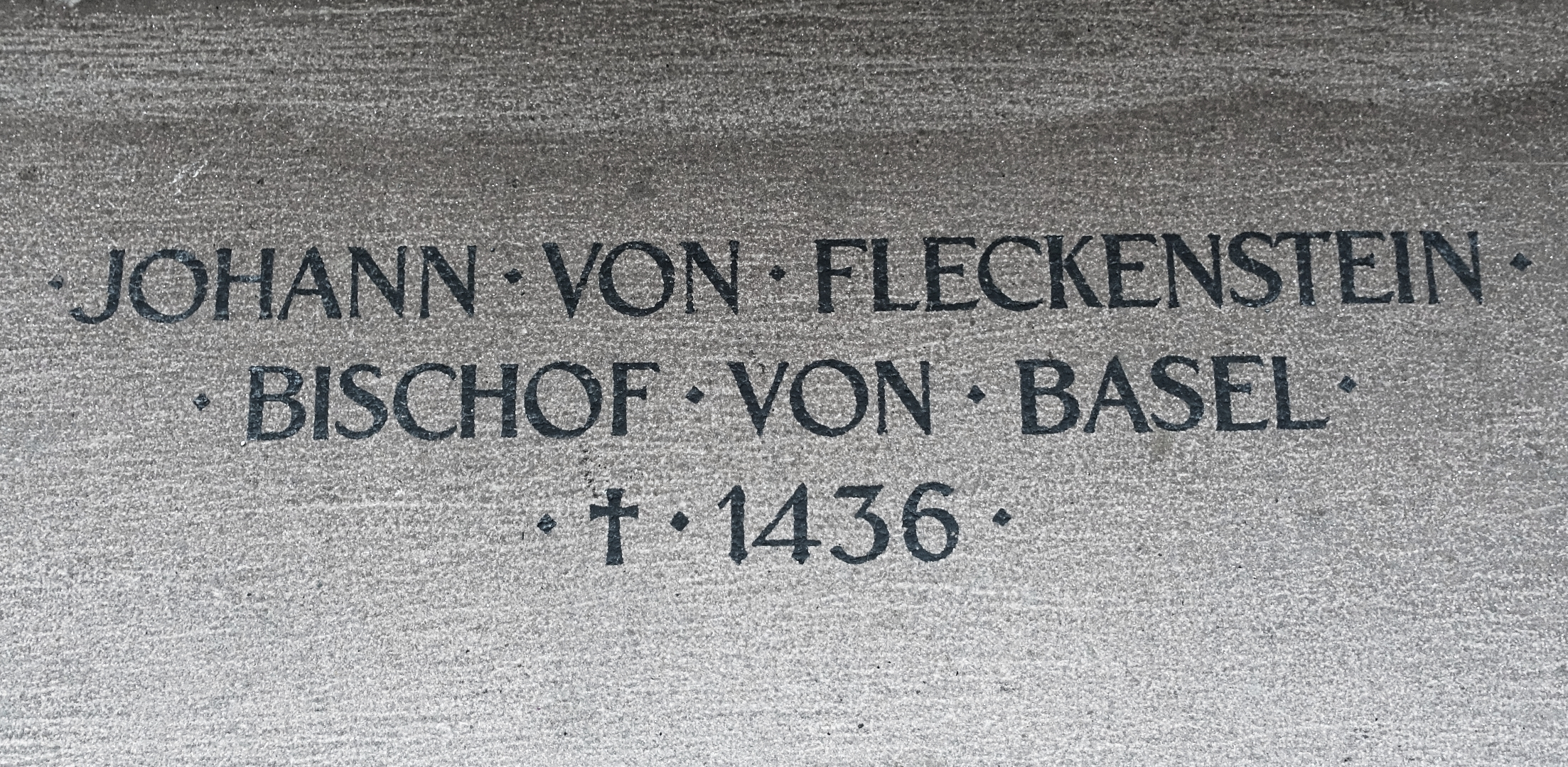
Grabinschrift im Basler Münster

Johann entstammte dem elsässischen Adelsgeschlecht der Herren von Fleckenstein. Seine Eltern waren Heinrich III., der Begründer der Dagstuhler Linie und Agnes von Moers-Saarwerden. Johann war 1398 Propst von St. Georgenberg bei Worms und Benediktiner in Selz, 1412 war er Abt von Selz. Er wurde – ohne Wahl durch das Domkapitel – 1423 Bischof von Basel und am 8. Januar 1423 von Papst Martin V. bestätigt. Johann bestätigte die Rechte der Stadt Basel und versuchte die an Diebold VIII. von Neuenburg verpfändeten Besitztümer des Hochstifts zurückzugewinnen. Da sich Diebold widersetzte, begann ein Krieg, den Johann, dank der Unterstützung der Stadt Basel, 1426 erfolgreich beenden konnte. Es gelang ihm, die Pfandschaften Saint-Ursanne, Muriaux und Chauvilliers wiederzugewinnen, er musste sich dazu aber bei der Stadt Basel verschulden. In Johanns Amtszeit wurde 1431 das Konzil von Basel eröffnet. Nach seinem Tod wurde er im Basler Münster beigesetzt.